# Volgograd Arena
Volgograd Arena (tiếng Nga: «Волгоград Арена») là một sân vận động bóng đá ở Volgograd, Nga. Sân vận động là một trong những địa điểm cho Giải vô địch bóng đá thế giới 2018. Sân cũng tổ chức FC Rotor Volgograd. Sân có sức chứa 45.568 khán giả.

## Dịch vụ cho người hâm mộ
Các dịch vụ sau đây có sẵn dành cho người hâm mộ ghé thăm sân vận động:
- Điều hướng và hỗ trợ thông tin từ các tình nguyện viên.
- Thông tin (điểm đăng ký trẻ em, lưu trữ xe đẩy, văn phòng bị mất và tìm thấy).
- Nhà kho.
- Bình luận mô tả âm thanh cho người hâm mộ mù hoặc khiếm thị.

Ngoài ra, Arena được trang bị thang máy, dốc và cửa xoay cho khán giả với tính di động hạn chế. Một khu vực riêng biệt của Arena là đặc biệt có thể truy cập cho người khuyết tật.

## An ninh
Khi lễ khai mạc của Giải vô địch bóng đá thế giới 2018, sân vận động sẽ được trang bị hệ thống cảnh báo và báo động công cộng, máy dò kim loại, các chỉ số của chất lỏng độc hại và vật liệu nổ và cơ sở sẽ được phục vụ bởi 30 bài đăng an ninh 24 giờ.

## Giải vô địch bóng đá thế giới 2018
| Ngày                | Thời gian | Đội #1      | Kết quả | Đội #2  | Vòng   | Khán giả |
| ------------------- | --------- | ----------- | ------- | ------- | ------ | -------- |
| 18 tháng 6 năm 2018 | 21:00     | Tunisia     | 1–2     | Anh     | Bảng G | 41,064   |
| 22 tháng 6 năm 2018 | 18:00     | Nigeria     | 2–0     | Iceland | Bảng D | 40,904   |
| 25 tháng 6 năm 2018 | 17:00     | Ả Rập Xê Út | 2–1     | Ai Cập  | Bảng A | 36,823   |
| 28 tháng 6 năm 2018 | 17:00     | Nhật Bản    | 0–1     | Ba Lan  | Bảng H | 42,189   |

## Sau Giải vô địch bóng đá thế giới 2018
Sau khi Giải vô địch bóng đá thế giới 2018 tại Nga, Arena sẽ được bàn giao cho địa phương FC Rotor Volgograd. Arena được dự kiến sẽ phục vụ là một địa điểm cho các sự kiện văn hóa và thể thao của thành phố, lễ hội, triển lãm và các buổi hòa nhạc. Trong tương lai, sân vận động sẽ tổ chức một trung tâm thể dục.